# Alejandro Arteaga
Alejandro Arteaga est un biologiste et explorateur équatorien-vénézuélien, surtout connu comme auteur de Reptiles of Ecuador,, et découvreur de 35 nouvelles espèces,. Il a cofondé le Fonds de découverte des espèces d'Arteaga en collaboration avec l'ancienne présidente de l'Équateur Rosalía Arteaga.

## Enfance
Alejandro Arteaga est né le 16 septembre 1991 à Caracas, au Venezuela. Il a ensuite déménagé, avec sa famille, à Quito, en Équateur. C'est là qu'il a obtenu son baccalauréat en biologie de la Pontificia Universidad Católica del Ecuador. Il a publié sa première découverte d'une espèce nouvelle pour la science (Pristimantis bambu) alors qu'il n'était âgé que de 19 ans.

## Carrière
Quand il n'était encore qu'étudiant en 2009, Arteaga a cofondé Tropical Herping, une agence de voyages dédiée aux voyages de photographie naturaliste et des visites herpétologiques dans diverses régions tropicales du monde. Après avoir présidé Tropical Herping jusqu'en 2022, il a fondé la Fondation Khamai, dont il est actuellement président.
Alejandro Arteaga est l'auteur de 26 articles scientifiques, principalement sur le thème de la systématique et la biogéographie des amphibiens et des reptiles.
En 2023, en collaboration avec l'ancienne présidente de l'Équateur Rosalía Arteaga, il a créé le premier fonds au monde exclusivement dédié à la découverte de nouvelles espèces.

## Publications

### Ouvrages
- The Amphibians and Reptiles of Mindo (Les amphibiens et reptiles de Mindo) [2011] Universidad Tecnológica Indoamérica  (ISBN 978-9942-13-496-7).
- Reptiles of the Galápagos (Reptiles des Galápagos) [2019] Herping tropical  (ISBN 978-9942-36-547-7).
- Reptiles of Ecuador (Reptiles d'Équateur) [2024] Fondation Khamai & Tropical Herping (DOI 10.47051/MNHT9360).

### Articles
- (en) Aaron Pomerantz, Nicolás Peñafiel, Alejandro Arteaga et Lucas Bustamante, « Real-time DNA barcoding in a rainforest using nanopore sequencing: opportunities for rapid biodiversity assessments and local capacity building », GigaScience, vol. 7, no 4,‎ 1er avril 2018, giy033 (ISSN 2047-217X, DOI 10.1093/gigascience/giy033, lire en ligne, consulté le 26 mai 2025).
- (en) Alejandro Arteaga, David Salazar-Valenzuela, Konrad Mebert et Nicolás Peñafiel, « Systematics of South American snail-eating snakes (Serpentes, Dipsadini), with the description of five new species from Ecuador and Peru », ZooKeys, vol. 766,‎ 14 juin 2018, p. 79-147 (ISSN 1313-2970 et 1313-2989, PMID 29942172, PMCID 6013545, DOI 10.3897/zookeys.766.24523, lire en ligne, consulté le 26 mai 2025).

## Honneurs et récompenses
En 2015, Arteaga a reçu le prix Big Picture Natural World Photography Award en 2015 .